# Narațiune la persoana I
O narațiune la persoana I este un mod de povestire în care un narator relatează evenimente din propriul său punct de vedere folosind pronumele personal la persoana I „eu” sau „noi” etc.  Ea poate fi narată de  protagonist (sau un alt personaj central), de un repovestitor la persoana I, de un martor la persoana I sau de un personaj secundar la persoana I (numit, de asemenea, narator periferic). Un exemplu clasic de protagonist narator la persoana I este Jane Eyre al Charlottei Brontë (1847), în care personajul titular este, de asemenea, naratorul care relatează povestea și spune: „nu am putut să nu-l mai iubesc acum, doar pentru că am constatat că el a încetat să mă observe”.
Acest dispozitiv permite publicului să vadă universul ficțional cu ochii minții ai naratorului, dar este limitat de experiențele naratorului și de cunoașterea de către el a adevăratei stări de fapt. În unele povești, naratorii la persoana I pot purta dialoguri cu alte personaje sau să se refere la informațiile pe care le-au auzit de la alte personaje, în scopul de a oferi un punct de vedere mai cuprinzător. În alte povestiri pot exista mai mulți naratori pentru a introduce o perspectivă mai largă. Un narator care nu este de încredere este unul care și-a pierdut complet credibilitatea datorită ignoranței, lipsei de înțelegere, prejudecăților, greșelilor, necinstei etc., făcându-l pe cititor să pună sub semnul întrebării ipotezele inițiale.

## Caracteristici
Relatarea unei povești la persoana I se face din perspectiva „eu”. Un exemplu ar fi romanul Moby-Dick, al lui Herman Melville care începe cu propoziția „Call me Ishmael”.
Narațiunea la persoana I include adesea un ascultător sau cititor, care servește ca publicul poveștii. Ea poate fi relatată de către o persoană care ia parte în mod direct la evenimentele din poveste, fără a cunoaște că spune o poveste unor cititori; alternativ, naratorul poate fi conștient că spune povestea unui auditoriu, la un anumit loc și timp, dintr-un anumit motiv.

### Identitate
O narațiune scrisă la persoana I poate fi relatată de către personajul principal, de un personaj mai puțin important martor la evenimente sau de o persoană care repovestește o poveste care i-a fost spusă de altcineva. Acest punct de vedere se dovedește de multe ori eficient în crearea unui sentiment de apropiere față de personaj.

### Încredere
Narațiunea la persoana I prezintă întâmplările din perspectiva unui anumit personaj. Cititorul sau publicul cunosc evenimentelele și personajele prin intermediul opiniilor și cunoștințelor naratorului. Ca participant la evenimente, naratorul conștient este un martor imperfect prin definiție, incapabil să observe și să înțeleagă evenimentele în ansamblul lor, așa cum ele au loc, neavând opinii obiective și neîmpărtășindu-le pe deplin, și, în plus, poate urmări o agendă ascunsă. În unele cazuri, naratorul poate da sau ascunde informații bazate pe propria sa experiență.
În cazul punctului de vedere la persoana I plural, naratorii relatează povestea folosind proverbul „noi”. Aceasta înseamnă că nu este identificat niciun narator individual; naratorul este un membru al unui grup care acționează ca o unitate. Punctul de vedere la persoana I plural apare rar, dar poate fi folosit în mod eficient, uneori, ca un mijloc de a spori accentul pus asupra unui personaj sau asupra personajelor poveștii. Printre aceste exemple pot fi menționate următoarele:
- nuvela „Un Trandafir pentru Emily” de William Faulkner (Faulkner a fost un experimentator pasionat al folosirii unor puncte de vedere neobișnuite; a se vedea, de asemenea, Caii pătați, relatată la persoana a III-a plural).
- memoriile Cu duzina e mai ieftin de Frank B. Gilbreth și Ernestine Gilbreth Carey.
- povestirea „Lada” de Theodore Sturgeon.
- Proiectul Omul Plus de Frederik Pohl.
- Sinuciderea fecioarelor de Jeffrey Eugenides.
- The Jane Austen Book Club de Karen Joy Fowler.
- Și atunci ne-au terminat de Joshua Ferris.
- povestirea „Our Mother Who Art” de Heidi Vornbrock Roosa.

Alte exemple sunt Douăzeci și șase și una de Maxim Gorki, Tratamentul lui Bibi Haldar de Jhumpa Lahiri, În timpul domniei reginei din Persia de Joan Chase, Our Kind de Kate Walbert, Eu, robotul de Isaac Asimov și We Didn't de Stuart Dybek. 
Naratorii la persoana I pot fi, de asemenea, multipli ca în  Rashomon (sursa de inspirație a filmului Rashomon) de Ryūnosuke Akutagawa și în romanul Zgomotul și furia al lui Faulkner. Fiecare dintre aceste scrieri oferă diferite relatări ale aceluiași eveniment, din punctul de vedere al mai multor naratori.
Naratorul la persoana I poate fi personajul principal sau unul care îl observă îndeaproape pe personajul principal (ca în La răscruce de vânturi de Emily Brontë sau în Marele Gatsby al lui F. Scott Fitzgerald, fiecare dintre ele narată de un personaj minor). Acestea pot fi deosebite ca fiind puncte de vedere ale „personajului principal” sau ale „personajului secundar”.

## Autobiografia
În ficțiunea autobiografică, naratorul la persoana I este autorul însuși (cu diferite grade de acuratețe istorică). Naratorul este încă distinct de autor și trebuie să se comporte ca orice alt personaj și ca orice alt narator la persoana I. Exemple de acest tip de narator se află în Jurnalul unui baschetbalist de Jim Carroll și Timequake de Kurt Vonnegut Jr. (în acest caz, naratorul la persoana I este, de asemenea, autorul). În unele cazuri, naratorul scrie o carte—„cartea din mâinile tale”—și, prin urmare, el are cele mai multe dintre competențele și cunoștințele autorului. Printre aceste exemple se află Numele trandafirului de Umberto Eco și O întâmplare ciudată cu un câine la miezul nopții de Mark Haddon. Un alt exemplu este fictiva „Autobiografie a lui James T. Kirk”, care a fost „editată” de David A. Goodman, care a fost efectiv autorul cărții și a jucat rolul lui James Kirk (Star Trek al lui Gene Roddenberry) în timp ce scria romanul.

## Ficțiunea polițistă
Deoarece naratorul face parte din poveste, el sau ea poate să nu cunoască toate evenimentele. Din acest motiv, narațiunea la persoana I este adesea folosită în ficțiunea polițistă, astfel încât cititorul și naratorul să poată descoperi cazul împreună. O abordare tradițională în această formă de ficțiune este cea în care asistentul principal al detectivului, „Watson”, este naratorul: aceasta derivă din personajul dr. Watson al povestirilor cu Sherlock Holmes scrise de Sir Arthur Conan Doyle.

## Forme
Narațiunile la persoana I pot apărea sub mai multe forme; monolog interior ca în Însemnări din subterană a lui Dostoievski, monolog dramatic ca în Căderea lui Albert Camus sau explicit ca în Aventurile lui Huckleberry Finn de Mark Twain.
Alte forme includ narațiunea temporară la persoana I, ca o poveste într-o poveste, în care un narator sau personaj reproduce relatarea unei povești realizată de un altul în totalitate, temporar și fără întrerupere. Naratorul la persoana I poate fi, de asemenea, personajul central.

## Stiluri
Naratorii la persoana I nu sunt adesea naratori de încredere din moment ce un povestitor ar putea fi afectat de evenimente (precum Benjy din Zgomotul și furia al lui Faulkner), ar putea minți (ca în Americanul liniștit de Graham Greene sau în seria Cartea Soarelui Nou a lui Gene Wolfe) sau ar putea manipula propriile sale amintiri intenționat sau nu (ca în Rămășițele zilei de Kazuo Ishiguro sau în Zbor deasupra unui cuib de cuci al lui Ken Kesey). Henry James și-a prezentat preocupările sale cu privire la „privilegiul romantic al persoanei I” în prefața sa la Ambasadorii, numindu-l „cel mai întunecat abis al romantismului”.

## Film
Narațiunea la persoana I este mult mai dificil de realizat în film; cu toate acestea, narațiunea realizată de o voce exterioară poate crea aceeași structură.